# Fefafa Corona
Fefafa Corona est une corona, formation géologique en forme de couronne, située sur la planète Vénus par -24,8° S et 210,8° E. Elle est localisée dans le quadrangle de Taussig. Elle a été nommée en référence à Fefafa, déesse polynésienne de la Terre, de la nature, et du cycle vie-mort. 

## Géographie et géologie
Fefafa Corona couvre une surface circulaire d'environ 100 km de diamètre. 